# Günter Ogger

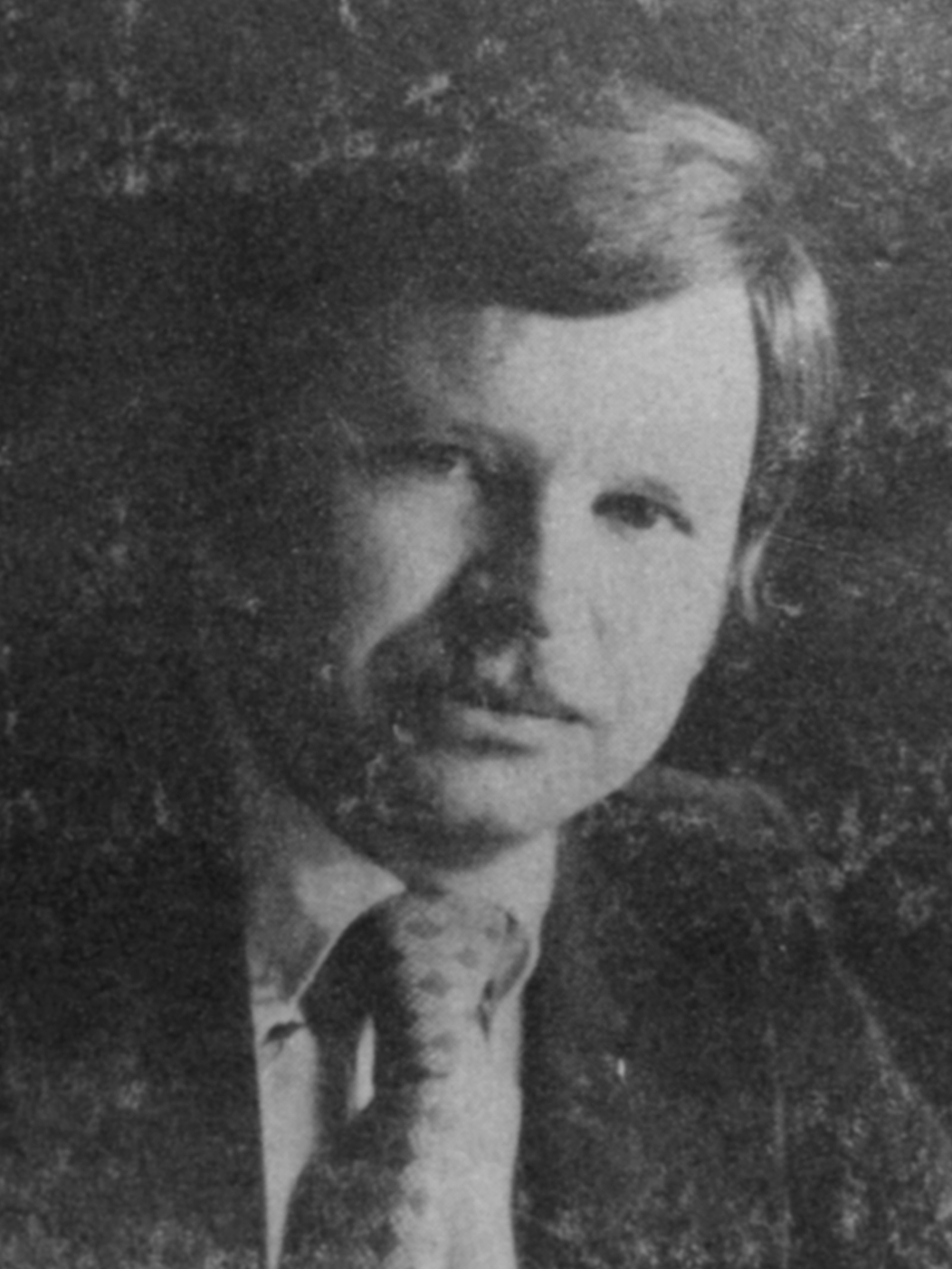
Günter Ogger vor 1980

Günter Ogger (* 25. April 1941 in Ulm) ist ein deutscher Wirtschaftsjournalist und Schriftsteller.

## Leben
Günter Ogger absolvierte seine Ausbildung zum Journalisten bei der Rems-Zeitung in Schwäbisch Gmünd, nachdem er zuvor eine Lehre als Buchhändler abgeschlossen hatte. Er war Redakteur bei dem Technikmagazin Hobby, arbeitete bei verschiedenen Projekten von Hans Gamber mit, war Redakteur bei Capital, danach Chefredakteur des Technologiemagazins High Tech. Er entwickelte mehrere Zeitschriften wie das Englisch-Sprachmagazin Spotlight und Wirtschaftszeitungen wie das von der Handelsblatt-Gruppe beauftragte Netto, eine Wirtschaftszeitung, die eine junge Zielgruppe ansprechen sollte, aber aus verlagsinternen Gründen nicht über die Nullnummer hinauskam. Ogger lebt in München. 

## Schwerpunkte
Bekannt wurde er 1971 mit seiner Flick-Biographie Friedrich Flick der Große und dem 1978 erschienenen historischen Wirtschaftskrimi: Kauf Dir einen Kaiser über die Fugger.
Größte Erfolge waren die Bücher Nieten in Nadelstreifen – Deutschlands Manager im Zwielicht und Das Kartell der Kassierer, beide 1993 und 1994 jeweils auf Platz eins der Spiegel-Bestsellerliste. Sein Titel Die Ego-AG widmet sich den Themengebieten Betrug im Bankenwesen, Bilanzfälschungen in US-Unternehmen sowie allgemein dem Thema Bilanzfälschung.

## Kritik
1994 geriet er in den Fokus der Öffentlichkeit, weil Ermittlungen gegen ihn wegen Steuerhinterziehung aufgenommen worden waren.  Kritisch führte allem voran das Hamburger Nachrichtenmagazin Der Spiegel auf, Ogger würde die in seinen  Wirtschaftssachbüchern verwendeten Informationen aus Archiven entnehmen, er sei also kein Enthüllungsjournalist. Die Zeit attestierte ihm ein Gespür für Themen sowie ein erzählerisches Talent.

## Werke

### Bücher (Auszug)
- Friedrich Flick der Große, 1971.
- Kauf dir einen Kaiser. Die Geschichte der Fugger. München, Zürich: Droemer-Knaur, 1978, ISBN 3-426-05607-0; 17. Auflage, München 1995. ISBN 3-426-03613-4.
- Die Gründerjahre. Als der Kapitalismus jung und verwegen war. Droemer-Knaur, München 1982, ISBN 3-426-26061-1.
- Nieten in Nadelstreifen, 1992. (Platz 1 der Spiegel-Bestsellerliste vom 17. bis zum 23. Mai und vom 14. Juni 1993 bis zum 17. April 1994)
- Das Kartell der Kassierer, 1994. (Platz 1 der Spiegel-Bestsellerliste vom 18. April bis zum 19. Juni 1994)
- König Kunde angeschmiert und abserviert, 1996.
- Absahnen und Abhauen – Deutschland vor dem Chaos, 1999.
- Der Börsenschwindel, 2001, ISBN 3-570-00498-8.
- Die Ego-AG – Überleben in der Betrüger-Wirtschaft, C. Bertelsmann Verlag, 2003, ISBN 3-570-00663-8.
- Der Absturz. Roman. München: Bertelsmann, 2005, ISBN 3-570-00854-1.
- Die Abgestellten: ein Nachruf auf den festen Arbeitsplatz, München: C. Bertelsmann Verlag, 2007, ISBN               978-3-570-00960-4.
- Diktatur der Moral, Wie das Gute unsere Gesellschaft blockiert, dtv, München 2015, ISBN 978-3-423-28053-2[5][6]

### Film
- Vom Webstuhl zur Weltmacht. ARD-Fernsehfilm von Kauf dir einen Kaiser in 6 Teilen. Deutsche Erstausstrahlung: 25. Juli 1983

### Tonträger (Auszug)
- Jakob Fugger – kauf dir einen Kaiser, 2004, gekürzte Hörfassung gelesen von Hans Korte